# Кутузов, Александр Владиславович
Александр Владиславович Кутузов  — историк, доктор исторических наук, профессор, исследователь обороны Ленинграда.

## Биография
Кутузов А. В. окончил исторический факультет Ленинградского государственного университета (ныне - Санкт-Петербургский государственный университет). 2 года он служил в армии лейтенантом артиллерийских войск. После демобилизации Александр Владиславович работал учителем истории и обществоведения в школе №92 Выборгского района Санкт-Петербурга.
Поступил в аспирантуру, защитил кандидатскую диссертацию. С 1988 года Кутузов работал преподавателем на кафедре истории в Ленинградском инженерно-строительном институте (ныне - Санкт-Петербургский государственный архитектурно-строительный университет), а в 1999 году начал преподавать историю, культурологию и религиоведение. Позднее он стал доцентом кафедры гуманитарных и социально-экономических наук Северо-Западного филиала Российской правовой академии Министерства юстиции Российской Федерации, затем - профессором. Александр Владиславович является автором более 50 научных публикаций.
Кутузов является старшим научным сотрудником Государственного мемориального музея обороны и блокады Ленинграда.
Сейчас Александр Владиславович является профессором на кафедре гуманитарных и социально-экономических дисциплин, русского и иностранных языков Санкт-Петербургской академии Следственного Комитета РФ.

## Основные работы
- История государства и права России (IX-XVII вв.): учебное пособие / А. В. Кутузов. - Санкт-Петербург : ИП Веснин Евгений Юрьевич, 2018.
- Проблемы жизнеобеспечения населения блокадного Ленинграда : диссертация ... кандидата исторических наук : 07.00.02. - Санкт-Петербург, 1995.
- Блокада Ленинграда в информационном противоборстве в годы Второй Мировой войны : автореферат дис. ... доктора исторических наук : 07.00.02 / Кутузов Александр Владиславович; [Место защиты: С.-Петерб. гос. ун-т]. - Санкт-Петербург, 2012.
- Культурология : учебное пособие. / А. В. Кутузов ; Российская правовая акад. Министерства юстиции Российской Федерации, Каф. гуманитарных и социально-экономических дисциплин. - Санкт-Петербург : [б. и.], 2008